# Georges Sagnac
Georges Sagnac, né le 14 octobre 1869 à Périgueux et mort le 26 février 1928 à Meudon-Bellevue, est un physicien français qui a laissé son nom à l’effet Sagnac, un phénomène qui est la base d’interféromètres et de gyrolasers développés à partir de la fin des années 1970. Il fut également le découvreur de la fluorescence X.

## Biographie
Georges Sagnac, après une année de service militaire, fait de 1890 à 1893 des études supérieures à l’École normale supérieure, où il suit les conférences de physique de Jules Violle et Marcel Brillouin, et à la faculté des sciences de Paris, où il suit les cours de physique de Gabriel Lippmann et Edmond Bouty et obtient la licence ès sciences physiques.
Il est ensuite préparateur au laboratoire d'enseignement de la physique dirigé par Bouty. Il y découvre en décembre 1896 le rayonnement de fluorescence des rayons X,,. Marie Curie raconte que le couple Curie eut des échanges avec lui au moment de la découverte de la radioactivité. Georges Sagnac devient docteur ès sciences physiques en 1900, avec une thèse principale présentée devant la faculté des sciences de l'université de Paris et intitulée De l'optique des rayons de Röntgen et des rayons secondaires qui en dérivent. Il publie également avec Pierre Curie la mise en évidence de charges négatives (photoélectrons) produites lors de l'interaction des rayons X avec la matière.
Il est maître de conférences à la faculté des sciences de l'université de Lille de 1900 à 1904 puis, à la suite de la création d'une chaire de physique pour Pierre Curie, est chargé à la faculté des sciences de l'université de Paris du cours de physique du certificat d'études physiques, chimiques et naturelles (2e section, Paul Janet s'occupant de la 1re section), du 10 août 1904 au 1er novembre 1920 et obtient le titre de professeur adjoint par décret du 15 mai 1912. Il fut ensuite nommé maître de conférences de physique chargé du cours de physique théorique et céleste en tant que suppléant des titulaires Aimé Cotton puis Anatole Leduc qui continua à enseigner pour le certificat de physique générale. Alexandre Dufour prit la suite de l'enseignement de physique du PCN. Sagnac fut nommé professeur honoraire à sa retraite en 1926, Eugène Darmois le remplaçant comme maître de conférences auprès de la chaire de physique-enseignement et Eugène Bloch reprenant le cours de physique théorique en tant que titulaire de la chaire tandis que Georges Bruhat, maître de conférences délégué à l'École normale supérieure, était chargé de la partie du cours traitant de la physique céleste.
Sagnac a fait partie du groupe d'amis, scientifiques, qui réunissait notamment Pierre et Marie Curie, Paul Langevin, Jean Perrin et le mathématicien Émile Borel.
En 1913, Georges Sagnac montra que si la lumière est envoyée dans deux directions circulaires opposées sur une plateforme tournante, la vitesse de la lumière du faisceau tournant dans le même sens que la table sera supérieure à la vitesse du faisceau tournant dans le sens inverse. Ce phénomène avait déjà été observé par Franz Harress en 1911 (ou 1912?), mais n'avait pas été correctement compris par celui-ci. Sagnac conclut quant à lui que le résultat de son expérience prouvait que la vitesse de la lumière était indépendante de celle de la source, en conformité avec une hypothèse sur l’éther qu’avait élaborée Hendrik Lorentz et les transformations que celui-ci avait tirées de son hypothèse pour expliquer l’expérience de Michelson-Morley (1887). Michelson refit en 1925, avec Henry Gale et Fred Pearson, une expérience très voisine de celle de Sagnac, à l’issue de laquelle il conclut : « Le résultat de cette expérience peut être interprété comme une preuve supplémentaire en faveur de la théorie de la relativité – ou, de façon égale, comme une preuve en faveur de la théorie de l’éther stationnaire [de Lorentz]»,.
Indépendamment du fait que son expérience de 1913 pouvait aussi bien être interprétée dans le cadre de la relativité que dans celui de la physique classique avec l’hypothèse d’un éther stationnaire, dès 1920, Sagnac s’attela à la tâche de produire une alternative crédible à la relativité dont les hypothèses contre-intuitives déplaisaient à un certain nombre de scientifiques français parmi lesquels Daniel Berthelot, fils de Marcellin. L’effet Sagnac fut ainsi invoqué par la secte antirelativiste qui sévissait en France dans les années 1920. Pourtant l'expérience de Sagnac finit par s’affirmer, au-delà de l'interprétation première de son auteur, comme révélatrice d’un effet typiquement relativiste, avec à la clef des applications pratiques inattendues. L’effet Sagnac est à la base de la technologie des gyrolasers, utilisée quotidiennement sur les navires, les sous-marins, les avions, les satellites, ainsi que sur les lanceurs spatiaux modernes (versions récentes de la fusée Ariane).
Sagnac fournit une contribution à la seconde édition de l'ouvrage de vulgarisation Les théories d'Einstein : une nouvelle figure du monde que Lucien Fabre publia en 1922.
Georges Sagnac était le frère de Philippe Sagnac, professeur titulaire de la chaire d'histoire de la Révolution française à la faculté des lettres de l'université de Paris.

## Distinction
- Chevalier de la Légion d'honneur[7]